# Doradca rolnośrodowiskowy
Doradca rolnośrodowiskowy – specjalista rolnictwa przygotowany w systemie szkolnym i pozaszkolnym do udzielanie porad rolnikom zmierzającym do przekształcenia gospodarstwa rolnego w kierunku rolnictwa proekologicznego.

## Miejsce doradcy rolnośrodowiskowego wśród doradców rolniczych
Stanowisko doradcy rolnośrodowiskowego pojawiło się po przystąpienia Polski do Unii Europejskiej, w związku z realizowanymi w ramach WPR programami rolnośrodowiskowymi i ekologicznymi. Zgodnie z krajowym standardem kwalifikacji zawodowych dla zawodu opracowanym przez Ministerstwo Pracy i Polityki Społecznej doradcy rolnośrodowiskowi wchodzą w skład grupy zawodowej – doradca rolniczy.

## Wymagania stawiane doradcom rolnośrodowiskowym
Uprawnienia doradcy rolnośrodowiskowego uzyskuje osoba po spełnieniu warunków niezbędnych do wpisu na listę doradców rolnośrodowiskowych. Wymagania związane z wpisem na listę zostały określone w ustawie z 2015 r. o wspieraniu rozwoju obszarów wiejskich z udziałem środków EFRROW.
Na listę doradców rolnośrodowiskowych, prowadzoną przez dyrektora Centrum Doradztwa Rolniczego, może być wpisana osoba, która:
- posiada wyższe wykształcenie rolnicze. Wykształcenie wyższe rolnicze to ukończone studia wyższe na kierunku: rolnictwo, zootechnika, technika rolnicza i leśna, ogrodnictwo lub ekonomika rolnictwa lub inny kierunek studiów wyższych lub studia podyplomowe obejmujące przedmioty z dziedziny nauk rolniczych w wymiarze co najmniej 60 punktów ECTS,
- ukończyła szkolenie „Szkolenie w zakresie doradztwa prowadzonego przez doradcę rolnośrodowiskowego”,
- zdała egzamin na doradcę rolnośrodowiskowego z zakresu wiedzy objętej szkoleniem,
- nie była skazana prawomocnym wyrokiem za umyślne przestępstwo lub umyślne przestępstwo skarbowe, co potwierdza przedłożeniem aktualnego zaświadczenia wydanego przez Krajowy Rejestr Karny,
- posiada co najmniej roczne doświadczenie w doradzaniu z zakresu rolnictwa lub złożyła wniosek o wpis na listę w okresie 36 miesięcy od dnia wydania dyplomu ukończenia studiów wyższych, w ramach których zaliczyła zajęcia z doradztwa rolniczego i komunikacji społecznej, za które uzyskała co najmniej 5 pkt ECTS,
- złożyła wniosek o wpis na listę doradców rolnośrodowiskowych.

## Rola doradców rolnośrodowiskowych w realizacji działań w ramach PROW 2014–2020
Według rozporządzenia Parlamentu Europejskiego i Rady Europejskiej z 2013 r. rolnicy uczestniczący w dwóch działaniach – działanie rolno-środowiskowo-klimatyczne oraz rolnictwo ekologiczne, otrzymują wsparcie eksperckie, aby byli wyposażeni w wiedzę i informacje wymagane przy realizacji tych operacji.
Rola doradcy rolnośrodowiskowego polega na udzieleniu wsparcia rolnikowi w pozyskanie środków unijnych, przygotowywaniu planów działalności rolnośrodowiskowych, pomaganiu w prowadzeniu rejestrów działalności rolnośrodowiskowej czy udzielanie wsparcia przy prowadzeniu ksiąg rejestracji bydła i trzody chlewnej w gospodarstwie. Plan działalności rolnośrodowiskowej wykonuje rolnik przy udziale doradcy rolnośrodowiskowego, który zawiera informacje na temat beneficjenta, jego gospodarstwa oraz planu działań, jaki ma być wykonywany w gospodarstwie w okresie 5 lat uczestnictwa w programie rolnośrodowiskowym.

## Liczba doradców rolnośrodowiskowych
Według system teleinformatycznego Centrum Doradztwa Rolniczego w Brwinowie na liście doradców prowadzonej przez dyrektora Centrum Doradztwa Rolniczego wpisanych jest 2558 doradców rolnośrodowiskowych.